# Marie-Louise Linssen-Vaessen

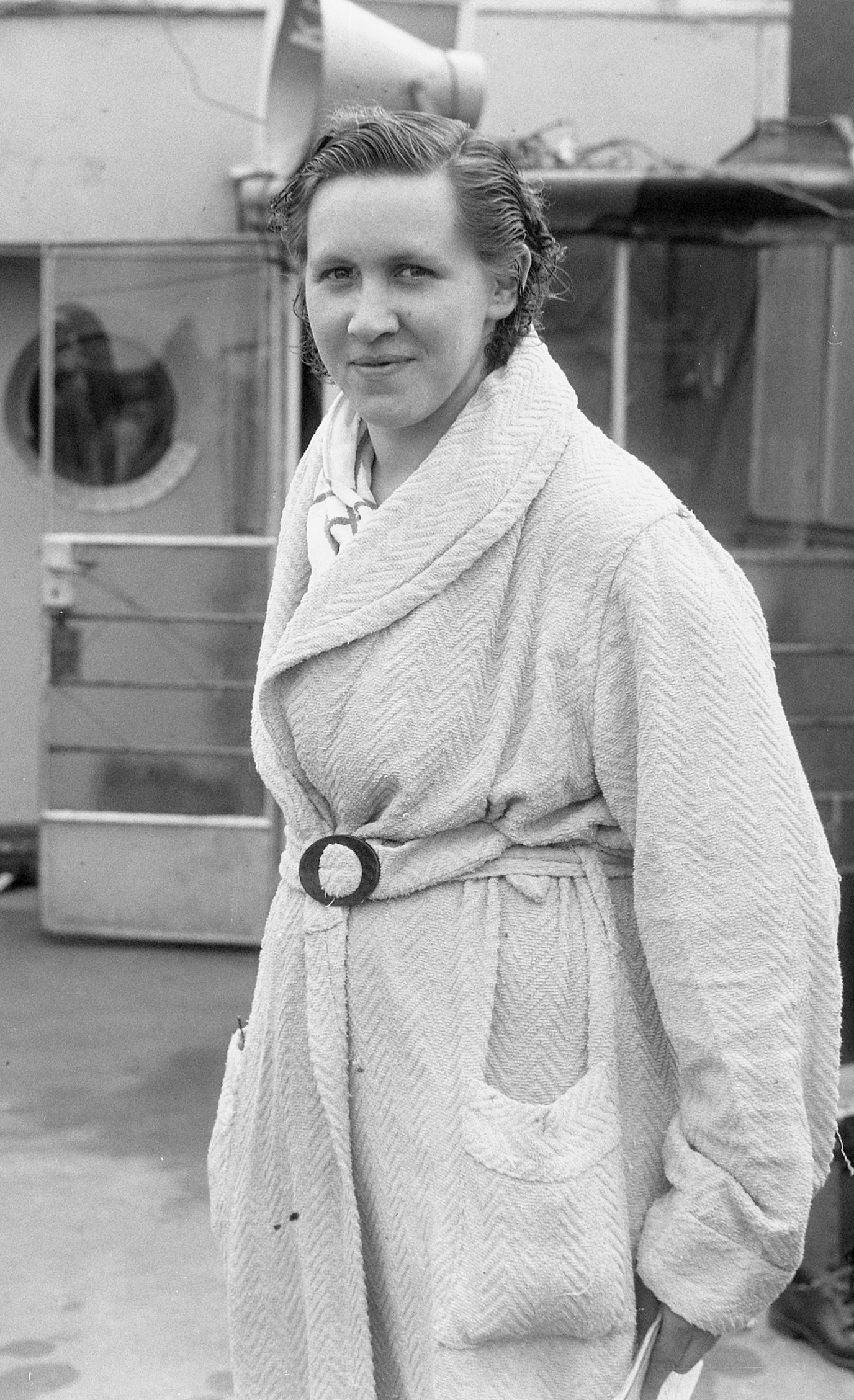
Marie-Louise Linssen-Vaessen (1952)

Marie-Louise Jean Joséphine Linssen-Vaessen, geborene Vaessen (bis 1950), (* 19. März 1928 in Maastricht; † 15. Februar 1993 in Horst, Provinz Limburg) war eine niederländische Schwimmerin. Sie gewann eine olympische Silbermedaille und zwei olympische Bronzemedaillen. Bei Europameisterschaften erschwamm sie eine Goldmedaille und zwei Silbermedaillen.

## Karriere
Marie-Louise Vaessen nahm 1947 in Monte Carlo an den ersten Europameisterschaften nach dem Zweiten Weltkrieg teil. In der 4-mal-100-Meter-Freistilstaffel siegten die Däninnen, dahinter erkämpften Margot Marsman, Irma Schumacher, Marie-Louise Vaessen und Hannie Termeulen die Silbermedaille. Im Jahr darauf trat Vaessen bei den Olympischen Spielen in London zweimal an. Im 100-Meter-Freistilschwimmen erreichte sie als Viertschnellste der Vorläufe und als Fünftschnellste der Zwischenläufe das Finale. Den Endlauf gewann die Dänin Greta Andersen vor Ann Curtis aus den Vereinigten Staaten, Vaessen erkämpfte in 1:07,6 Minuten die Bronzemedaille. Die niederländische Freistilstaffel mit Schumacher, Marsman, Vaessen und Termeulen gewann die Bronzemedaille hinter den Staffeln aus den Vereinigten Staaten und aus Dänemark.
1950 bei den Europameisterschaften in Wien siegte die niederländische Freistilstaffel in der Besetzung Ann Masser, Termeulen, Vaessen und Schumacher. Über 100 Meter Freistil hatte Schumacher vor Vaessen gewonnen. Zwei Jahre später bei den Olympischen Spielen 1952 in Helsinki trat die mittlerweile verheiratete Marie Louise Linssen-Vaessen nur in der Freistilstaffel an. In der Besetzung Marie-Louise Linssen-Vaessen, Koosje van Voorn, Hannie Termeulen und Irma Schumacher belegten die Niederländerinnen im Vorlauf den zweiten Platz hinter der Staffel aus den Vereinigten Staaten. Im Finale siegten die Ungarinnen in der Weltrekordzeit von 4:24,4 Minuten. Viereinhalb Sekunden dahinter erkämpften sich die Niederländerinnen die Silbermedaille mit einer Sekunde Vorsprung vor der Staffel aus den Vereinigten Staaten.
Marie-Louise Linssen-Vaesssen schwamm für die Zwemvereniging Oranje Nassau aus Heerlen.